# Xiangtan
För andra betydelser, se Xiangtan (olika betydelser).
Xiangtan, även känt som Siangtan, är en stad på prefekturnivå i Hunan-provinsen i södra Kina. Staden är belägen vid Xiangfloden och ligger omkring 66 kilometer sydväst om provinshuvudstaden Changsha.
En rad berömda personer kommer från regionen, som Mao Zedong, Peng Dehuai och Zeng Guofan.

## Administrativa enheter
Xiangtan består av två stadsdistrikt, ett härad och två städer på häradsnivå:
- Stadsdistriktet Yuetang, säte för stadsfullmäktige;
- Stadsdistriktet Yuhu;
- Häradet Xiangtan;
- Staden Xiangxiang;
- Staden Shaoshan.

## Vänorter
- Changning[förtydliga], Kina (1984)
- Hikone, Japan (1991)
- South El Monte, USA (1994)
- Haikou, Kina (1998)
- Bien Hoa, Vietnam (2001)
- Lutsk, Ukraina (2003)
- León, Spanien (2010)
- Terneuzen, Nederländerna (2011)
- Long Xuyen, Vietnam (2011)

## Klimat
Genomsnittlig årsnederbörd är 1 784 millimeter. Den regnigaste månaden är maj, med i genomsnitt 354 mm nederbörd, och den torraste är oktober, med 38 mm nederbörd.